# Mirabelka nancyská

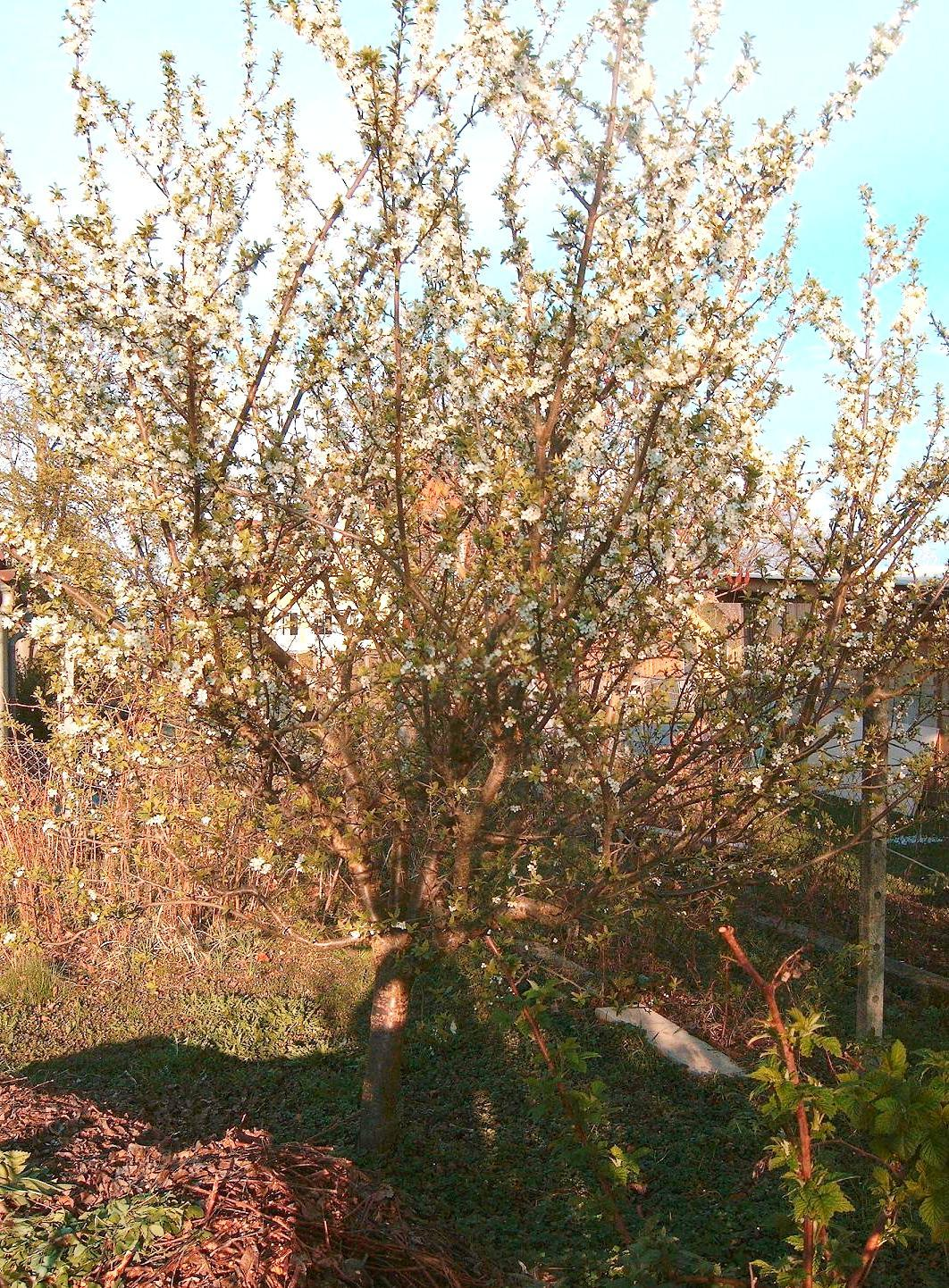
Kvetoucí mirabelka nancyská

Mirabelka nancyská (Prunus insititia ‚Mirabelka nancyská‘) je ovocný strom, kultivar druhu slivoň z čeledi růžovitých. Je jednou ze starých osvědčených odrůd slivoní, odrůda je samosprašná a je dobrým opylovačem. Plody žluté, kulaté, aromatické, vhodné pro konzum i na zpracování. Zraje koncem srpna. Je řazena mezi mirabelky.

## Další názvy
- Nancyská

## Původ
Starofrancouzská odrůda.

## Vlastnosti
Růst silný, plodnost raná, odrůda plodí hojně a pravidelně. Samosprašná odrůda, je dobrým opylovačem pro pozdně kvetoucí odrůdy. Dozrává v polovině srpna.

## Plod
Kulatý, sladký, pravidelný, váha 7–12 g. Slupka žlutá, dužnina sladká, aromatická. Plody lze dobře sklízet setřásáním.

## Choroby a škůdci
Odolná k šarce.